# Tragom Vanakisa
Tragom Vanakisa јe epizoda seriјala Veliki Blek (Kit Teler) obјavljena u Lunov magnus stripu #486. Epizoda јe premijerno u bivšoj Jugoslaviji objavljena u 14. decembra 1981. godine. Koštala je 18 dinara (0,42 $; 0,98 DEM).

## Kratak sadržaj
Blek, profesor Okultis i Rodi se vraćaju u logor trapera. Čuju krike i vide napudnutu kočiju i ranjenog coveka, koji priča da su mu Indijanci oteli ženu. Blek kreće u potagu za ženom, a Okultis i Rodi na konjskim nosilima vode ranjenog čoveka u logor. Međutim to je zamka za trapere, koju su im postavili Crveni Mundiri di bi ih zakrvili sa Indijancima. Blek je zatvoren u pećini i napada ga medved, a Okultisa i Rodija napadaju Englezi.

## Prethodna i naredna sveska Veklikog Bleka u LMS
Prethodna sveska Velikog Bleka u LMS nosila je Jedini izlaz (#481), a naredna Čegrtuša i Largo (#489)